# São Nicolau (São Tomé)
São Nicolau é uma aldeia de São Tomé e Príncipe, localiza-se no distrito de Mé-Zóchi, ilha de São Tomé, próxima às localidades de Nova Moça e Bom Sucesso.